# Bennachie (Whiskybrennerei)
Bennachie, manchmal auch Benachie, war eine Whiskybrennerei nahe Insch, Aberdeenshire, Schottland.
Die Brennerei wurde 1824 von einem frommen Bauern nahe der Ortschaft Insch als Jericho Distillery gegründet und im Laufe der Jahre im Zuge von Besitzerwechseln nach dem nahegelegenen Berg Bennachie benannt. Zum Einmaischen wurde Wasser aus dem Bach Jordan verwendet, einem Zufluss des Urie, der direkt an den Gebäuden der Brennerei entlang fließt. Im Laufe der Jahre wechselte das Unternehmen mehrfach den Besitzer. Als Alfred Barnard im Rahmen seiner Whiskyreise im Jahre 1886 die Brennerei besuchte, verfügte sie über eine Grobbrandblase (Wash Still) und eine Feinbrandblase (Spirit Still) und produzierte jährlich etwa 25.000 Gallonen Whisky. Zu dieser Zeit wurde der Betrieb von den damaligen Besitzern Callander & Graham erweitert, wobei seine Produktionskapazität etwa verdoppelt werden sollte. 1915 wurde die Brennerei geschlossen. Mehrere Versuche die Brennerei wieder zu eröffnen scheiterten. Die Namensrechte liegen derzeit bei United Brands, die einen Blend dieses Namens verausgaben, der jedoch nichts mit der historischen Brennerei zu tun hat.